# Liste de peintures de natures mortes par Paul Cézanne

## Liste des peintures de natures mortes par Paul Cézanne
| image | titre                                                                    | date       | collection                                         | lieu                                               | matériau                        | hauteur | largeur | références |
| ----- | ------------------------------------------------------------------------ | ---------- | -------------------------------------------------- | -------------------------------------------------- | ------------------------------- | ------- | ------- | --- |
|       | Sucrier, poires et tasse bleue                                           | 1865       | musée d'Orsay                                      | musée Granet                                       | peinture à l'huile toile        | 30      | 41      | https://www.cezannecatalogue.com/catalogue/entry.php?id=106 |
|       | Le pain et les œufs                                                      | 1865       | musée d'art de Cincinnati                          | musée d'art de Cincinnati                          | peinture à l'huile toile        | 59.1    | 76.2    | http://www.cincinnatiartmuseum.org/art/explore-the-collection?id=19764440 https://www.cezannecatalogue.com/catalogue/entry.php?id=96                                                                                        |
|       | Pots, bouteille, tasse et fruits                                         | 1867       | Musées d'État de Berlin                            | Alte Nationalgalerie                               | peinture à l'huile toile        | 64      | 80      | https://www.cezannecatalogue.com/catalogue/entry.php?id=148 |
|       | Pot vert et bouilloire d'étain                                           | 1867       | musée d'Orsay                                      | Jeu de paume musée d'Orsay                         | peinture à l'huile toile        | 640     | 810     | https://www.cezannecatalogue.com/catalogue/entry.php?id=147 |
|       | Bouteille, verre et citrons                                              | 1868       | Yale University Art Gallery                        | Yale University Art Gallery                        | peinture à l'huile toile        | 35.5    | 25.4    | https://artgallery.yale.edu/collections/objects/112770 https://www.cezannecatalogue.com/catalogue/entry.php?id=140 |
|       | La Pendule noire                                                         | 1869       | Collection Stávros Niárchos                        | Collection Stávros Niárchos                        | peinture à l'huile toile        | 54      | 73      | https://www.cezannecatalogue.com/catalogue/entry.php?id=146 |
|       | Nature morte au compotier                                                | 1870s      | Museum of Modern Art                               | Museum of Modern Art                               | peinture à l'huile toile        | 46      | 55      | https://www.cezannecatalogue.com/catalogue/entry.php?id=411 |
|       | Grappe de raisin et pêche sur une assiette                               | 1870s      | Fondation Barnes                                   | Fondation Barnes                                   | peinture à l'huile              | 16.6    | 29.5    | https://www.cezannecatalogue.com/catalogue/entry.php?id=338 |
|       | Fleurs et fruits                                                         | 1872       | Fondation et Collection Emil G. Bührle             |                                                    | peinture à l'huile toile        | 38      | 46      | https://www.buehrle.ch/sammlung/artwork/detail/blumen-und-fruechte/ |
|       | Les Accessoires de Cézanne. Nature morte au médaillon de Philippe Solari | 1872       | musée d'Orsay                                      | Paris                                              | peinture à l'huile toile carton | 60      | 81      | |
|       | Nature morte, poires et pommes vertes                                    | 1873       | Musée de l'Orangerie                               | Musée de l'Orangerie                               | peinture à l'huile toile        | 22      | 32      | https://www.musee-orangerie.fr/fr/oeuvre/nature-morte-poires-et-pommes-vertes |
|       | Bouquet au dahlia jaune                                                  | 1873s      | musée d'Orsay                                      | Paris                                              | peinture à l'huile toile        | 54      | 64      | https://www.cezannecatalogue.com/catalogue/entry.php?id=218 |
|       | Pommes vertes                                                            | 1873s      | musée d'Orsay                                      | Paris                                              | peinture à l'huile toile        | 26      | 32      | https://www.cezannecatalogue.com/catalogue/entry.php?id=217 |
|       | Bouquet au petit Delft                                                   | 1873       | musée d'Orsay                                      | musée d'Orsay                                      | peinture à l'huile toile        | 41      | 27      | https://www.cezannecatalogue.com/catalogue/entry.php?id=231 |
|       | Bowl and Milk-Jug                                                        | 1873       | musée d'art Bridgestone                            | musée d'art Bridgestone                            | peinture à l'huile              | 200     | 181     | https://www.cezannecatalogue.com/catalogue/entry.php?id=418 |
|       | Fleurs dans un vase                                                      | 1874s      | musée de l'Ermitage                                | musée de l'Ermitage                                | peinture à l'huile toile        | 55.2    | 46      | https://www.hermitagemuseum.org/wps/portal/hermitage/digital-collection/01.+Paintings/28725/ https://www.cezannecatalogue.com/catalogue/entry.php?id=312                                                                    |
|       | Le Plat de pommes                                                        | 1876       | Metropolitan Museum of Art                         | Metropolitan Museum of Art                         | peinture à l'huile toile        | 46      | 55.2    | https://www.cezannecatalogue.com/catalogue/entry.php?id=344 |
|       | Le Vase Rococo                                                           | 1876       | National Gallery of Art                            | National Gallery of Art                            | peinture à l'huile toile        | 73      | 59.8    | https://www.cezannecatalogue.com/catalogue/entry.php?id=266 |
|       | Nature morte avec fruits et verre de vin                                 | 1877s      | Philadelphia Museum of Art                         | Philadelphia Museum of Art                         | peinture à l'huile toile        | 26.7    | 32.7    | https://www.cezannecatalogue.com/catalogue/entry.php?id=340 |
|       | Abricots et cerises sur une assiette                                     | 1877s      | collection privée                                  |                                                    | peinture à l'huile toile        | 16      | 22      | https://www.cezannecatalogue.com/catalogue/entry.php?id=337 http://www.sothebys.com/en/auctions/ecatalogue/2018/renand-chapet-pf1856/lot.112.html                                                                           |
|       | Fiasque, verre et poterie                                                | 1877       | musée Solomon R. Guggenheim                        | musée Solomon R. Guggenheim                        |                                 |         |         | https://www.cezannecatalogue.com/catalogue/entry.php?id=323 |
|       | Poterie, tasse et fruits sur une nappe blanche                           | 1877       | Metropolitan Museum of Art                         | Metropolitan Museum of Art                         | peinture à l'huile toile        | 60.6    | 73.7    | https://www.cezannecatalogue.com/catalogue/entry.php?id=318 |
|       | Nature morte à la soupière                                               | 1877s      | musée d'Orsay                                      | musée d'Orsay                                      | peinture à l'huile toile        | 65      | 81.5    | https://www.cezannecatalogue.com/catalogue/entry.php?id=300 |
|       | Le Plat de pommes                                                        | 1877       | Art Institute of Chicago                           | Art Institute of Chicago                           | peinture à l'huile toile        | 45.8    | 54.7    | https://www.cezannecatalogue.com/catalogue/entry.php?id=324 |
|       | Le Buffet                                                                | 1877       | musée des Beaux-Arts de Budapest                   | musée des Beaux-Arts de Budapest                   | peinture à l'huile toile        | 65.5    | 81      | http://www.szepmuveszeti.hu/adatlap_eng/the_buffet_paul_cezanne_172 https://www.cezannecatalogue.com/catalogue/entry.php?id=334                                                                                             |
|       | Quelques pommes                                                          | 1878s      | Metropolitan Museum of Art                         | Metropolitan Museum of Art                         | peinture à l'huile toile        | 22.9    | 33      | https://www.cezannecatalogue.com/catalogue/entry.php?id=336 |
|       | Trois poires                                                             | 1878s      | National Gallery of Art                            | National Gallery of Art                            | peinture à l'huile toile        | 20      | 25.7    | https://www.cezannecatalogue.com/catalogue/entry.php?id=341 |
|       | Nature morte avec un dessert                                             | 1878       | Philadelphia Museum of Art                         | Philadelphia Museum of Art                         | peinture à l'huile toile        | 59      | 72.9    | https://www.cezannecatalogue.com/catalogue/entry.php?id=333 |
|       | Deux pommes et demie                                                     | 1878       | Fondation Barnes                                   | Fondation Barnes                                   | peinture à l'huile toile        | 16.5    | 10.2    | https://www.cezannecatalogue.com/catalogue/entry.php?id=326 |
|       | Nature morte au tiroir ouvert                                            | 1878s      | musée d'Orsay                                      | musée d'Orsay                                      | peinture à l'huile toile        | 32.5    | 41      | https://www.cezannecatalogue.com/catalogue/entry.php?id=339 |
|       | Verre et pommes                                                          | 1879s      | collection privée                                  | Bâle                                               | peinture à l'huile toile        | 31.5    | 40      | https://www.cezannecatalogue.com/catalogue/entry.php?id=417 |
|       | Carafe, boîte à lait, bol et orange                                      | 1879       | musée d'Art de Dallas                              | musée d'Art de Dallas                              | peinture à l'huile toile        | 26.67   | 34.92   | https://www.dma.org/collection/artwork/paul-c-zanne/still-life-carafe-milk-can-bowl-and-orange https://www.cezannecatalogue.com/catalogue/entry.php?id=940                                                                  |
|       | Assiette de pêches                                                       | 1879       | musée Solomon R. Guggenheim                        | musée Solomon R. Guggenheim                        | peinture à l'huile toile        | 59.7    | 73.3    | https://www.cezannecatalogue.com/catalogue/entry.php?id=416 |
|       | Pommes et biscuits                                                       | 1879       | collection Jean Walter et Paul Guillaume           | Musée de l'Orangerie                               | peinture à l'huile toile        | 46      | 55      | http://www.musee-orangerie.fr/fr/oeuvre/pommes-et-biscuits https://www.cezannecatalogue.com/catalogue/entry.php?id=423 |
|       | Assiette de fruits sur une chaise                                        | 1879       | Fondation Barnes                                   | Fondation Barnes                                   | peinture à l'huile toile        | 20.6    | 37.1    | https://www.cezannecatalogue.com/catalogue/entry.php?id=331 |
|       | Nature morte au compotier                                                | 1879       | collection privée                                  | Paris                                              | peinture à l'huile toile        | 46      | 55      | https://www.cezannecatalogue.com/catalogue/entry.php?id=411 |
|       | Boîte à lait et pommes                                                   | 1879       | Museum of Modern Art                               | Museum of Modern Art                               | peinture à l'huile toile        | 50.2    | 61      | https://www.cezannecatalogue.com/catalogue/entry.php?id=419 |
|       | Boîte à lait, carafe et bol                                              | 1879       | musée de l'Ermitage                                | musée de l'Ermitage                                | peinture à l'huile toile        | 45      | 55.3    | https://www.hermitagemuseum.org/wps/portal/hermitage/digital-collection/01.+Paintings/28726/ https://www.cezannecatalogue.com/catalogue/entry.php?id=421                                                                    |
|       | Fruits, serviette et boîte à lait                                        | 1880s      | collection Jean Walter et Paul Guillaume           | Musée de l'Orangerie                               | peinture à l'huile toile        | 60      | 73      | https://www.ngv.vic.gov.au/orangerie/cezanneimage.html https://www.cezannecatalogue.com/catalogue/entry.php?id=468 |
|       | Le Rideau                                                                | 1880s      | Fondation Abegg                                    | Riggisberg                                         | peinture à l'huile toile        | 92      | 72      | https://www.cezannecatalogue.com/catalogue/entry.php?id=635 |
|       | Fleurs dans un pot d'olives                                              | 1880s      | collection privée                                  |                                                    | peinture à l'huile toile        | 68      | 57      | https://www.cezannecatalogue.com/catalogue/entry.php?id=466 |
|       | Fleurs dans un pot d'olives                                              | 1880       | Philadelphia Museum of Art                         | Philadelphia Museum of Art                         | peinture à l'huile toile        | 46.3    | 34.3    | https://www.cezannecatalogue.com/catalogue/entry.php?id=465 |
|       | Fleurs dans un vase bleu                                                 | 1880       | collection Jean Walter et Paul Guillaume           | Musée de l'Orangerie                               | peinture à l'huile toile        | 30      | 23      | https://www.cezannecatalogue.com/catalogue/entry.php?id=462 |
|       | Nature morte, rose et fruits                                             | 1880       | collection Jean Walter et Paul Guillaume           | Musée de l'Orangerie                               | peinture à l'huile toile        | 35      | 21      | https://www.cezannecatalogue.com/catalogue/entry.php?id=461 |
|       | Assiette avec fruits et pot de conserves                                 | 1880       | Fondation Barnes                                   | Fondation Barnes                                   | peinture à l'huile toile        | 20      | 35.9    | https://www.cezannecatalogue.com/catalogue/entry.php?id=469 |
|       | Boîte à lait et citron, I                                                | 1880       | musée d'art de Cincinnati                          | musée d'art de Cincinnati                          | peinture à l'huile toile        | 18.4    | 29.8    | http://www.cincinnatiartmuseum.org/art/explore-the-collection?id=11316192 https://www.cezannecatalogue.com/catalogue/entry.php?id=422                                                                                       |
|       | Nature morte au plat de cerises                                          | 1885s      | musée d'Art du comté de Los Angeles                | musée d'Art du comté de Los Angeles                | peinture à l'huile toile        | 50.165  | 60.96   | https://www.cezannecatalogue.com/catalogue/entry.php?id=548 |
|       | Nature morte avec pommes                                                 | 1885s      | Maison-Blanche                                     |                                                    | peinture à l'huile toile        | 28.5    | 30.2    | https://www.cezannecatalogue.com/catalogue/entry.php?id=618 |
|       | Crâne                                                                    | 1885       | Maison-Blanche                                     |                                                    | peinture à l'huile toile        | 33.2    | 45      | https://www.cezannecatalogue.com/catalogue/entry.php?id=552 |
|       | Nature morte avec commode                                                | 1885s      | Collection de peintures de l'État de Bavière       | Neue Pinakothek                                    | peinture à l'huile toile        | 73.3    | 92.2    | https://www.sammlung.pinakothek.de/en/bookmark/artwork/M0xy0Qoj4p https://www.cezannecatalogue.com/catalogue/entry.php?id=616                                                                                               |
|       | Nature morte à la commode                                                | 1887       | Fogg Art Museum                                    |                                                    | toile peinture à l'huile        | 65.5    | 81      | https://www.cezannecatalogue.com/catalogue/entry.php?id=936 https://www.harvardartmuseums.org/collections/object/299841?position=5                                                                                          |
|       | La Table de cuisine                                                      | 1888       | musée d'Orsay                                      | musée d'Orsay                                      | toile peinture à l'huile        | 65      | 81.5    | https://www.cezannecatalogue.com/catalogue/entry.php?id=617 |
|       | Fleurs dans un pot de gingembre et fruits                                | 1888       | Musées d'État de Berlin                            | Alte Nationalgalerie                               | peinture à l'huile toile        | 65.5    | 82      | https://www.cezannecatalogue.com/catalogue/entry.php?id=656 http://www.smb-digital.de/eMuseumPlus?service=ExternalInterface&module=collection&objectId=961532&viewType=detailView                                           |
|       | Le Vase bleu                                                             | 1890s      | musée d'Orsay                                      | musée d'Orsay                                      | peinture à l'huile toile        | 61      | 51      | https://www.cezannecatalogue.com/catalogue/entry.php?id=655 |
|       | L'Amour en plâtre                                                        | 1890s      | Nationalmuseum                                     | Nationalmuseum                                     | peinture à l'huile toile        |         | 63 81   | https://www.cezannecatalogue.com/catalogue/entry.php?id=759 |
|       | Le vase paillé, sucrier et pommes                                        | 1890s      | collection Jean Walter et Paul Guillaume           | Musée de l'Orangerie                               | peinture à l'huile toile        | 360     | 460     | http://www.musee-orangerie.fr/fr/oeuvre/vase-paille-sucrier-et-pommes https://www.cezannecatalogue.com/catalogue/entry.php?id=711                                                                                           |
|       | Nature morteNature morte                                                 | 1890s      | Fondation Barnes                                   | Fondation Barnes                                   | peinture à l'huile toile        | 65.1    | 81.3    | https://www.cezannecatalogue.com/catalogue/entry.php?id=819 |
|       | Fruits et cruchon                                                        | 1890       | musée des Beaux-Arts de Boston                     | musée des Beaux-Arts de Boston                     | peinture à l'huile toile        | 32.4    | 40.6    | https://www.cezannecatalogue.com/catalogue/entry.php?id=719 |
|       | Bouteille et fruits                                                      | 1890       | Fondation Barnes                                   | Fondation Barnes                                   | peinture à l'huile toile        | 48.3    | 72.1    | https://www.cezannecatalogue.com/catalogue/entry.php?id=953 |
|       | Nature morte, pot à lait et fruits sur une table                         | 1890       | Nasjonalgalleriet                                  | Nasjonalgalleriet                                  | peinture à l'huile toile        | 59.5    | 73      | http://samling.nasjonalmuseet.no/en/object/NG.M.00942 https://www.cezannecatalogue.com/catalogue/entry.php?id=931 |
|       | Le Vase de tulipes                                                       | 1890       | Norton Simon Museum                                | Pasadena                                           | peinture à l'huile toile        | 72.5    | 42      | https://www.cezannecatalogue.com/catalogue/entry.php?id=699 |
|       | Pot de primevères et fruits sur une table                                | 1890s      | Metropolitan Museum of Art                         | Metropolitan Museum of Art                         | peinture à l'huile toile        | 73      | 92.4    | https://www.cezannecatalogue.com/catalogue/entry.php?id=659 |
|       | Nature morte aux pommes                                                  | 1890       | musée de l'Ermitage Collection Otto Krebs          | musée de l'Ermitage                                | peinture à l'huile toile        | 35.2    | 46.2    | https://www.hermitagemuseum.org/wps/portal/hermitage/digital-collection/01.+Paintings/39484/ https://www.cezannecatalogue.com/catalogue/entry.php?id=654                                                                    |
|       | Nature morte aux pêches et aux poires                                    | 1890       | musée des Beaux-Arts Pouchkine musée de l'Ermitage | musée des Beaux-Arts Pouchkine musée de l'Ermitage | peinture à l'huile toile        | 61      | 90      | https://www.cezannecatalogue.com/catalogue/entry.php?id=644 |
|       | Le Vase de tulipes                                                       | 1890       | Art Institute of Chicago                           | Art Institute of Chicago                           | peinture à l'huile toile        | 59.6    | 42.3    | https://www.cezannecatalogue.com/catalogue/entry.php?id=697 |
|       | Bouteilles et Pêches                                                     | 1890       | Stedelijk Museum Amsterdam                         | Stedelijk Museum Amsterdam                         | peinture à l'huile toile        | 49      | 51      | http://www.stedelijk.nl/en/artwork/307-bouteilles-et-peches https://www.stedelijk.nl/en/collection/307-paul-cezanne-bouteilles-et-peches https://www.cezannecatalogue.com/catalogue/entry.php?id=658                        |
|       | Nature morte aux oignons                                                 | 1891s      | musée d'Orsay                                      | musée d'Orsay                                      | peinture à l'huile toile        | 660     | 820     | https://www.cezannecatalogue.com/catalogue/entry.php?id=779 |
|       | Pots en terre cuite et fleurs                                            | 1891s      | Fondation Barnes                                   | Fondation Barnes                                   | peinture à l'huile toile        | 92.1    | 73.3    | https://www.cezannecatalogue.com/catalogue/entry.php?id=680 |
|       | Grosses pommes                                                           | 1891       | Metropolitan Museum of Art                         | Metropolitan Museum of Art                         | peinture à l'huile toile        | 44.8    | 58.7    | https://www.cezannecatalogue.com/catalogue/entry.php?id=679 |
|       | Fruits sur la table                                                      | 1891       | Fondation Barnes                                   | Fondation Barnes                                   | peinture à l'huile toile        | 38.5    | 44.5    | https://www.cezannecatalogue.com/catalogue/entry.php?id=708 |
|       | Nature morte                                                             | 1892s      | Fondation Barnes                                   | Fondation Barnes                                   | peinture à l'huile toile        | 73      | 92.4    | https://www.cezannecatalogue.com/catalogue/entry.php?id=820 |
|       | Quatre pêches sur une assiette                                           | 1892       | Fondation Barnes                                   | Fondation Barnes                                   | peinture à l'huile toile        | 25.4    | 38.1    | https://www.cezannecatalogue.com/catalogue/entry.php?id=710 |
|       | Nature morte avec broc d'eau                                             | 1892s      | National Gallery Tate                              | National Gallery Tate                              | peinture à l'huile toile        | 71.1    | 53      | http://www.nationalgallery.org.uk/paintings/paul-cezanne-still-life-with-water-jug http://www.tate.org.uk/art/artworks/cezanne-still-life-with-water-jug-n04725 https://www.cezannecatalogue.com/catalogue/entry.php?id=716 |
|       | Nature morte aux aubergines                                              | 1893s      | Metropolitan Museum of Art                         | Metropolitan Museum of Art                         | peinture à l'huile toile        | 72.4    | 91.4    | https://www.cezannecatalogue.com/catalogue/entry.php?id=746 |
|       | Nature morte avec pommes                                                 | 1893s      | J. Paul Getty Museum                               | Getty Center                                       | peinture à l'huile toile        | 65.5    | 81.5    | https://www.cezannecatalogue.com/catalogue/entry.php?id=747 |
|       | La Bouteille de menthe poivrée                                           | 1893s      | National Gallery of Art                            | National Gallery of Art                            | peinture à l'huile toile        | 65.9    | 82.1    | https://www.cezannecatalogue.com/catalogue/entry.php?id=749 |
|       | La Corbeille de pommes                                                   | 1893       | Art Institute of Chicago                           | Art Institute of Chicago                           | peinture à l'huile              | 65      | 80      | https://www.cezannecatalogue.com/catalogue/entry.php?id=776 |
|       | Pommes et tapis                                                          | 1893       | Fondation Barnes                                   | Fondation Barnes                                   | peinture à l'huile toile        | 26.2    | 36.3    | https://www.cezannecatalogue.com/catalogue/entry.php?id=718 |
|       | Rideau, Cruchon et Compotier                                             | 1893 1893s | Whitney Museum of American Art collection privée   | Whitney Museum of American Art Chicago             | peinture à l'huile toile        | 59      | 72.4    | https://www.cezannecatalogue.com/catalogue/entry.php?id=717 |
|       | Pot de gingembre                                                         | 1893       | The Phillips Collection                            | The Phillips Collection                            | peinture à l'huile toile        | 18.25   | 21.88   | http://www.phillipscollection.org/collection/browse-the-collection?id=0284 https://www.cezannecatalogue.com/catalogue/entry.php?id=713                                                                                      |
|       | Deux pommes sur une table                                                | 1895s      | collection privée                                  |                                                    |                                 | 24      | 33      | https://www.cezannecatalogue.com/catalogue/entry.php?id=815 |
|       | Nature morte aux pommes                                                  | 1895s      | Museum of Modern Art                               |                                                    | peinture à l'huile toile        | 68.5    | 92.7    | https://www.cezannecatalogue.com/catalogue/entry.php?id=780 |
|       | Pot de gingembre                                                         | 1895       | Fondation Barnes                                   | Fondation Barnes                                   | peinture à l'huile toile        | 73.3    | 60.3    | https://www.cezannecatalogue.com/catalogue/entry.php?id=750 |
|       | A Table Corner (Un coin de table)                                        | 1895       | Fondation Barnes                                   | Fondation Barnes                                   | peinture à l'huile toile        | 47      | 56.2    | https://www.cezannecatalogue.com/catalogue/entry.php?id=777 |
|       | Nature morte avec amour en plâtre                                        | 1895       | Institut Courtauld                                 | Courtauld Gallery                                  | peinture à l'huile papier       | 70      | 57      | https://www.cezannecatalogue.com/catalogue/entry.php?id=763 |
|       | Nature morte aux pommes                                                  | 1895       | Museum of Modern Art                               | Museum of Modern Art                               | peinture à l'huile toile        | 68.6    | 92.7    | https://www.cezannecatalogue.com/catalogue/entry.php?id=780 |
|       | Vase fleuri                                                              | 1896s      | Fondation Barnes                                   | Fondation Barnes                                   | peinture à l'huile toile        | 70.5    | 58.4    | https://www.cezannecatalogue.com/catalogue/entry.php?id=866 |
|       | Grosse poire                                                             | 1896       | Fondation Barnes                                   | Fondation Barnes                                   | peinture à l'huile toile        | 46      | 54.9    | https://www.cezannecatalogue.com/catalogue/entry.php?id=817 |
|       | Nature morte au crâne                                                    | 1897s      | Fondation Barnes                                   | Fondation Barnes                                   | peinture à l'huile toile        | 54.3    | 65.4    | https://www.cezannecatalogue.com/catalogue/entry.php?id=712 |
|       | Nature morte avec rideau et pichet fleuri                                | 1898       | musée de l'Ermitage                                | musée de l'Ermitage                                | peinture à l'huile toile        | 55      | 74.5    | https://www.hermitagemuseum.org/wps/portal/hermitage/digital-collection/01.+Paintings/28722/ https://www.cezannecatalogue.com/catalogue/entry.php?id=821                                                                    |
|       | Trois crânes                                                             | 1898       | Detroit Institute of Arts                          | Détroit                                            | peinture à l'huile toile        | 34      | 60      | https://www.cezannecatalogue.com/catalogue/entry.php?id=797 |
|       | Pommes et Oranges                                                        | 1899       | musée d'Orsay                                      | musée d'Orsay                                      | peinture à l'huile toile        | 74      | 93      | https://www.cezannecatalogue.com/catalogue/entry.php?id=822 |
|       | Nature morte avec cruche de lait et de fruits                            | 1900       | National Gallery of Art                            | National Gallery of Art                            | peinture à l'huile toile        | 45.8    | 54.9    | https://www.cezannecatalogue.com/catalogue/entry.php?id=824 |
|       | Pyramide de crânes                                                       | 1901       | collection privée                                  |                                                    | peinture à l'huile toile        | 39      | 46.5    | https://www.cezannecatalogue.com/catalogue/entry.php?id=798 |
|       | Pommes, carafe et sucrier                                                | 1901s      | Österreichische Galerie Belvedere                  | Österreichische Galerie Belvedere                  | aquarelle                       | 48      | 63      | https://www.cezannecatalogue.com/catalogue/entry.php?id=1534 |
|       | Bouquet de fleurs                                                        | 1902s      | National Gallery of Art                            | National Gallery of Art                            | peinture à l'huile toile        | 101     | 81.9    | https://www.cezannecatalogue.com/catalogue/entry.php?id=867 |
|       | Bouteille, carafe, broc et citrons                                       | 1902s      | musée Thyssen-Bornemisza                           | musée Thyssen-Bornemisza                           | aquarelle papier                | 44.5    | 60      | http://www.museothyssen.org/en/thyssen/ficha_obra/652 https://www.cezannecatalogue.com/catalogue/entry.php?id=1597 |
|       | Nature morte à la théière                                                | 1902s      | National Museum Cardiff                            | National Museum Cardiff                            | peinture à l'huile toile        | 61.6    | 74.3    | https://www.cezannecatalogue.com/catalogue/entry.php?id=907 |
|       | Bouquet de fleurs, d'après Delacroix                                     | 1902       | musée des Beaux-Arts Pouchkine                     | musée des Beaux-Arts Pouchkine                     | peinture à l'huile toile        | 77      | 64      | https://www.cezannecatalogue.com/catalogue/entry.php?id=868 |
|       | Nature morte, pot de gingembre, sucrier et oranges                       | 1902-06    | Museum of Modern Art                               | Museum of Modern Art                               | peinture à l'huile toile        | 60.3    | 73      | https://www.cezannecatalogue.com/catalogue/entry.php?id=906 |
|       | Nature morte avec pommes et pêches                                       | 1905       | National Gallery of Art                            | National Gallery of Art                            | peinture à l'huile toile        | 81      | 100.5   | https://www.cezannecatalogue.com/catalogue/entry.php?id=909 |
|       | Trois poires                                                             |            | musée Boijmans Van Beuningen                       | musée Boijmans Van Beuningen                       |                                 |         |         | https://www.cezannecatalogue.com/catalogue/entry.php?id=1176 |
|       | Bouilloire et fruits                                                     |            | Christie's                                         |                                                    | peinture à l'huile toile        | 48.6    | 60      | https://www.cezannecatalogue.com/catalogue/entry.php?id=626 |
|       | Compotier, assiette et pommes                                            |            | Ny Carlsberg Glyptotek                             |                                                    | peinture à l'huile toile        | 43      | 53      | https://www.cezannecatalogue.com/catalogue/entry.php?id=412 |
|       | Géraniums et pieds-d'alouette dans un petit vase de Delft                |            | collection privée                                  | France                                             | peinture à l'huile toile        | 52      | 39      | https://www.cezannecatalogue.com/catalogue/entry.php?id=230 |
|       | Nature morte avec pastèque et grenades                                   |            | Metropolitan Museum of Art                         |                                                    | aquarelle crayon                |         |         | https://www.cezannecatalogue.com/catalogue/entry.php?id=1543 |
|       | Nature morte - Table de banquet                                          |            | Musée Pola                                         |                                                    | peinture à l'huile toile        | 27.7    | 40.9    | https://www.cezannecatalogue.com/catalogue/entry.php?id=623 |
|       | Grand bouquet de fleurs                                                  |            | collection privée                                  |                                                    | peinture à l'huile toile        |         |         | https://www.cezannecatalogue.com/catalogue/entry.php?id=698 |
|       | Nature morte aux poires                                                  |            |                                                    |                                                    |                                 | 38      | 46      | https://www.cezannecatalogue.com/catalogue/entry.php?id=543 |
|       | Nature morte, fleurs dans un vase                                        |            | collection privée                                  |                                                    | peinture à l'huile toile        |         |         | https://www.cezannecatalogue.com/catalogue/entry.php?id=652 |